# Mission (Columbia Britannica)
Mission è una municipalità distrettuale del Canada facente parte del distretto regionale di Fraser Valley nella provincia della Columbia Britannica.